# シャコンヌ
シャコンヌ (仏 chaconne、チャッコーナ 伊 ciaccona、チャコーナ 西 chacona) は、3拍子の舞曲の一種。
バロック時代にはオスティナートによる変奏曲の形式として盛んに用いられた。オスティナート・バスによる類似の音楽としてパッサカリアがあるが、17世紀後半以降、「シャコンヌ」と「パッサカリア」の呼称はしばしば混同して用いられている。

## 起源
チャコーナ chacona に関する最古の記録は新大陸のものであり、1598年の Mateo Rosas de Oquende のペルーの出来事を記述した詩で、舞曲の一つとしてその名を挙げられている。
当時のチャコーナは歌を伴う快活な舞曲であり、ギターで伴奏された。多くの場合性的な含意を伴う踊り、風刺的な歌詞を持っていたようである。そのために、しばしば公の場でチャコーナを演奏したり踊ったりすることが禁じられたが、爆発的に人気を博して、イベリア半島とイタリア半島であっという間に広まった。このころのチャコーナの完全な例は残されていないが、セルバンテスなど同時代の文学に記述が現れている。
スペイン及びイタリア、特にナポリではコンメディア・デッラルテでチャコーナが用いられるようになり、特にアルレッキーノ (伊 arlecchino、アルルカン 仏 arlequin、ハーレクイン 英 harlequin) と強く関連付けて用いられたようだ。
最初期のチャコーナの譜例はアルファベットによる5弦のギター用の簡易的な記譜法で残されている。これは各和音を奏するための指の押さえ方を定め、アルファベット一文字に対応させた記譜法である。それによって、チャコーナはI-V-VI-Vの和声進行を繰り返す音楽であったことがわかる。

## 流行

### スペイン
スペインにおいては1600年頃からチャコーナの存在が確認されており、新大陸に由来するものと考えられている。チャコーナは歌を伴う快活な舞曲であり、リフレインで Vida, vida, vida bona! / Vida, vámonos á Chacona! などと歌われた。スペインでは扇情的でエロティックな踊りであるとして教会に禁じられ、また国から1615年に舞台演技を禁止された。

### イタリア
17世紀イタリアでは、チャッコーナは声楽や器楽などさまざまな形式の音楽で幅広く流行した。
このころ、チャッコーナといえば次のような定型のオスティナート・バスを持っていた。

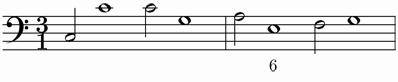
17世紀イタリアのチャッコーナ

和声進行のみならず、♪♩♪♩♪♩♪♩のリズムのパターンがこの時期のチャッコーナの重要な特徴のひとつであり、このリズムは元来の民衆音楽から受け継がれた物であると考えられている。
この時期のイタリアのチャッコーナに基づく声楽作品として、たとえばクラウディオ・モンテヴェルディの「音楽の諧謔」 (Scherzi musicali (1632)) の「西風が戻り」Zefiro torna がある。この曲では前半は上記の定型オスティナートバスを用いており、後半はより自由なレチタティーボ形式を用いている。また、同じ曲集の「あの高慢なまなざし」 Quel sguardo sdegnosetto もチャッコーナに基づくアリアである。この曲では通奏低音は単純な定型バスの繰り返しではなく、より自由に音型を変化させているが、リズムは一貫して定型のパターンを用いている。他にも、タルクィニオ・メールラの曲集 Madrigali et altre musiche concertate (1633) の「愛の翼に乗せて」 Su la cetra amorosa などが今日良く知られているが、17世紀後半になって、劇場オペラが作られるようになると、オペラのアリア1曲の全部または一部分にチャッコーナを用いることが流行した。いずれにしても、17世紀イタリアのチャッコーナはほとんど常に長調で書かれ、快活で時におどけたような表情を持っており、元来の踊りの要素を強く残していた。
また、器楽の分野でもチャッコーナに基づいた曲は多数作曲された。たとえば、ジローラモ・フレスコバルディはトッカータ第2集 (1627) の「チャッコーナに基づくパルティータ」Partite sopra ciaccona、トッカータ第1集改訂版 (1637) の「バレットとチャッコーナ」Baletto e ciaccona、「コレンテとチャッコーナ」Corrente e ciacconaでチャッコーナの名前がついた鍵盤用作品を作曲した。また、彼の「パッサカリアによる100のパルティータ」Cento partite sopra passacagli (1637)ではパッサカリアとチャッコーナが交互に現れる。他に、ベルナルド・ストラーチェが Selva di varie compositioni (1664) で発表したものが鍵盤楽器用のチャッコーナとして有名である他、アレッサンドロ・ピッチニーニ、ジョヴァンニ・ジローラモ・カプスペルガーなどがリュート・テオルボ用の、タルクィニオ・メールラやアンドレア・ファルコニエリなどが器楽合奏用のチャッコーナを出版している。アルカンジェロ・コレッリの室内ソナタ集作品2 (1685) のソナタ12番もチャッコーナに基づく作品であるが、この作品では次に述べるフランス風のシャコンヌとの類似点も多い。

### フランス
フランスへは17世紀前半にスペインから、また17世紀中ごろにはイタリアからチャッコーナが入ってきたが、1650年頃には独自のフランス風のシャコンヌの形式が成立した。17世紀中ごろまでにはエヌモン・ゴーティエ、ジャック・ガロー、シャルル・ムートンといったリュート奏者や、ジャック・シャンピオン・ド・シャンボニエール、ルイ・クープランらクラヴサン奏者が器楽独奏用のシャコンヌを多く作曲したが、これらの一連の作品にはその後のフランス風シャコンヌの典型的な性質の多くがすでに見られる。
フランスのシャコンヌも踊りの要素を強く残していたが、17世紀イタリアのチャッコーナとは異なり、快活であるというよりは、安定し抑制された印象のものが多い。シャコンヌのオスティナート・バスは、この時期から様々な種類のものが見られる。特に、イタリアのチャッコーナの定型バスの和音進行やリズムパターンと関連を持たないものも多い。シャコンヌの多くは長調であったが、この時期からすでに短調のシャコンヌも少なからず見られる。ロンド形式になっている曲がしばしば見られるのも特徴である。
器楽独奏ばかりではなく、バレのための音楽としてもシャコンヌは用いられた。劇場音楽の分野におけるシャコンヌの典型はジャン＝バティスト・リュリによって作られた。リュリははじめ宮廷バレ、それからコメディー・バレ、トラジェディー・リリックと様々な舞台音楽を作曲したが、それらの多く（「町人貴族」  Le Bourgeois Gentilhomme (1670)、「ファエトン」 Phaëton (1683)、「ロラン」 Roland (1865)など）がシャコンヌを含んでいる。これらのシャコンヌは、しばしば合唱や独唱を伴う長大なものであり、舞台上で多くの踊り手によって踊られ、全劇中でもっとも華やかな場面を形作った。リュリが書いたこれらの舞台音楽はジャン＝フィリップ・ラモーに至るまでのその後のフランスの劇場音楽（オペラ）の標準となり、それらの中で書かれたシャコンヌはリュリのスタイルを踏襲している。
リュリのシャコンヌのスタイルの影響は、室内楽や鍵盤音楽の分野にも及んだ。マラン・マレーなどの書いたヴィオール組曲やジャン＝アンリ・ダングルベールのクラヴサン作品、そしてフランソワ・クープランの室内楽作品などに含まれるシャコンヌはいずれも、少なからずリュリのシャコンヌの影響下にあるといえる。
1740年以降のフランスでは、室内楽や鍵盤音楽の分野ではシャコンヌはほとんど廃れてしまったようであるが、オペラの分野では18世紀末までしばしばシャコンヌが作られた。18世紀後半のオペラにおけるシャコンヌは、しばしばもはやオスティナート・バス様式ではなかった。

### ドイツ
ドイツにおける初期のチャコーナ（ciacconaともciaconaとも綴られた）はイタリアのチャッコーナを少なからず模倣するようなものであった。例えば、ハインリヒ・シュッツの「神聖シンフォニア集」(Symphoniae Sacrae 第2集 (1647)) の「神は立ち上がり」 Es steh Gott auf (SWV 356) の終結部は典型的なイタリア風のチャッコーナで書かれている。実際、この部分に関してはシュッツ自身がモンテヴェルディの「西風が戻り」 Zefiro torna をモデルにしたと証言している。
ドイツにおけるチャコーナの独自の発展は、主にオルガン音楽の分野でなされた。ヨハン・カスパール・ケルルの書いた Ciaccona はまだ17世紀イタリアのチャッコーナの面影を残した作品である。チャコーナとパッサカリアに基づく変奏曲は、主に南ドイツのオルガン楽派によって発展させられていったが、ヨハン・パッヘルベルやディートリヒ・ブクステフーデは、伝統的なバス主題からはなれ、独自のバス主題を用いるようになった。これは、ドイツにおけるコラールに基づく即興やパルティータという独自のジャンルの中で発展した多様な主題に基づくパッセージワークのテクニックを発揮するために、変化に富んだバス主題を用いる必要があったからだとされる。
ドイツの器楽アンサンブルのためのシャコンヌはフランス風のシャコンヌの形式に則ったものも多く書かれているが、オルガン作品に見られるドイツ風のチャコーナとの様式の融合も見られる。有名なヨハン・ゼバスティアン・バッハの無伴奏ヴァイオリンのためのパルティータ第2番の終曲のシャコンヌはこのフランス風のシャコンヌとドイツ風のチャコーナの融合の延長上の終極点にある作品である。

### イギリス
17世紀後半からイギリスでもシャコンヌが人気を得たが、イタリアやフランスの例を踏襲するのみで、イギリス固有の様式というものは生まれなかった。イギリスではグラウンド・バスによる変奏曲の伝統があり、大陸でシャコンヌやパッサカリアとされる曲もグラウンドと題されることがあった。

## 衰退と再生
18世紀後半に入ると、フランスのオペラの流れを汲む劇場作品にシャコンヌと名の付く作品が書かれはしたものの、シャコンヌの流行は急速に衰えていった。19世紀になると、バロック音楽の「再発見」がおこり、多くの作曲家がバロック時代、とくにヨハン・ゼバスティアン・バッハの作品をモデルにしたり模倣したりして作曲するようになった。ベートーベンのハ短調の創作主題による32の変奏曲、またブラームスの交響曲第4番の終楽章は、後期バロック時代のシャコンヌ（あるいはパッサカリア）を下敷にかかれている。
20世紀になると、パッサカリア、あるいはシャコンヌと明示的に名前の付けられた作品が多く書かれるようになる。シャコンヌと名の付く作品はパッサカリアほど多くはないが、ジェルジ・リゲティのハープシコードのための「ハンガリアン・ロック：シャコンヌ Hungarian Rock: Chaconne」(1978)や、ブライアン・ファーニホウの無伴奏ヴァイオリンのための「チャッコーナ風間奏曲 Intermedio alla Ciaccona」などがあげられる。

## シャコンヌとパッサカリアの違い
17世紀後半以降両者は混同されていき、差異は曖昧になる。シルビガーはフレスコバルディの「100のパルティータ」がその後のパッサカリアとシャコンヌの融合の先駆であると評価している。しかし、フレスコバルディの作品ではチャッコーナからパッサカリアへの曲想の連続的な変化などが見受けられるものの、チャッコーナとパッサカリアの違いは、調性やバス主題の観点から歴然とした区別があった。

## 注
1. ↑  コメディー・バレ「町人貴族」で書かれた有名なシャコンヌ、「スカラムーシュ・トラヴェランとアルルカンのシャコンヌ」 Chaconne des Scaramoushes, Trivelin et Arlequins は劇中劇で登場するコメディア・デラルテの登場人物によって踊られるが、これは上述のイタリアにおけるシャコンヌとコメディア・デラルテの相関の影響であるといえる。
2. ↑  A Heinrich Schütz Reader: Letters and Documents in Translation by Gregory S. Johnston, p.148, 2013, ISBN 978-0-19981-220-2